# The Bridge (série de 2013)
The Bridge é uma série de televisão norte-americana de 2013, produzida pela FX, com Diane Kruger e Demián Bichir nos principais papéis. A série é baseada na série escandinava de mesmo nome, The Bridge (Bron).
A série teve estreia mundial em 122 países, incluindo transmissão inédita em Portugal, no dia 13 de Julho, sendo transmitida simultaneamente em toda a rede de canais Fox: FOX, Fox Life, FOX Crime, FX Portugal e FOX Movies.

## Sinopse
The Bridge centra a sua acção na fronteira entre El Paso (Estados Unidos) e Juarez (México) e na história de dois detectives, Sonya Cross e Marco Ruiz, uma americana e um mexicano, que juntos perseguem um assassino em série que opera em ambos os lados da fronteira.

## Elenco e personagens
- Diane Kruger - Detective Sonya Cross, do departamento de polícia de El Paso police. Cross sofre de Síndrome de Asperger.[3]
- Demián Bichir - Detective Marco Ruiz, detective de homicídios do estado mexicano, Chihuahua.[3]
- Annabeth Gish - Charlotte Millright, uma viúva norte-americana, cujo marido sofreu um ataque cardíaco no México e morreu pouco depois do outro lado da fronteira, em El Paso. Depois da morte do marido, a viúva descobre segredos chocantes do marido.[3]
- Thomas M. Wright - Steven Linder, um "lobo solitário" da fronteira.[3]
- Ted Levine - Hank Wade, polícia de El Paso e supervisor de Cross.[3]
- Matthew Lillard - Daniel Frye um repórter cuja carreira outrora promissora descarrilou-se após uma vida de festas e abuso de substâncias.[3]